# Uzbekistans damlandslag i vattenpolo
Uzbekistans damlandslag i vattenpolo representerar Uzbekistan i vattenpolo på damsidan. Laget debuterade i VM 2005 då man slutade på en 15:e plats. Efter debuten har laget fram till 2016 deltagit i ytterligare tre världsmästerskap, 2009 (15:e plats), 2011 (16:e plats) och 2013 (16:e plats).
Laget har totalt vunnit tre bronsmedaljer i asiatiska mästerskapen och asiatiska spelen.

### Fotnoter
1. ↑  Todor Krastev (14 mars 2005). ”Women Water Polo World Championship 2005 Montreal (CAN) - 17-29.07 Winner Hungary” (på engelska). Sport Statistics. Arkiverad från originalet den 6 mars 2016. https://web.archive.org/web/20160306195750/http://todor66.com/Water_Polo/World/Women_2005.html. Läst 29 mars 2016.
2. ↑  Todor Krastev (14 mars 2009). ”Women Water Polo World Championship 2009 Rome (ITA) 19-31.07 - Winner United States” (på engelska). Sport Statistics. http://todor66.com///Water_Polo/World/Women_2009.html. Läst 29 mars 2016.
3. ↑  Todor Krastev (14 mars 2011). ”Women Water Polo X World Championship 2011 Shanghai (CHN) 17-30.07” (på engelska). Sport Statistics. http://todor66.com///Water_Polo/World/Women_2011.html. Läst 29 mars 2016.
4. ↑  Todor Krastev (14 mars 2011). ”Women Water Polo XV World Championship 2013 Barcelona (ESP) 21.07-02.08 - Winner Spain” (på engelska). Sport Statistics. http://todor66.com///Water_Polo/World/Women_2013.html. Läst 29 mars 2016.
5. ↑  Todor Krastev. ”Water Polo Asia Games and Asia Championship index” (på engelska). Sport Statistics. http://todor66.com///Water_Polo/Asia/index.html. Läst 29 mars 2016.